# الحزب الديمقراطي الصربي
الحزب الديمقراطي الصربي (بالإنجليزية: Democratic Party (Serbia))‏ هو أقدم حزب في صربيا تأسس سنة 1919 إبان الحرب العالمية الأولى في عهد الإمبراطورية اليوغسلافية وهو حزب يساري اشتراكي وهو مناوئ للشيوعيين وقد فاز سنة 1945 في الانتخابات البرلمانية ولكن الشيوعيين والعسكر انقلبوا عليه وقاموا بحظره وملاحقة واعتقال أعضاءه ومنتسبيه وقد أعيد بعثه بعد التعدّدية في العام 1989 وقد فاز في انتخابات 1997 المزورة وقام بمظاهرات مناوءة لميلوسوفيتش ولحرب البوسنة بعد الانتخابات إلى غاية انتخاب رئيسه رئيسا لصربيا ويعتبر الحزب الذي أطاح بالشيوعية في صربيا. وكان الحزب المناوئ للحزب الواحد إبّان الشيوعية رابطة شيوعيي يوغسلافيا.